# 神戸市立池田小学校
神戸市立池田小学校（こうべしりつ いけだしょうがっこう）は、兵庫県神戸市長田区池田上町にある公立小学校。

## 沿革
- 1939年（昭和14年）9月1日 - 池田尋常小学校開校。長田尋常小学校より転出。
- 1941年（昭和16年）4月1日 - 池田国民学校と改称。
- 1947年（昭和22年）4月1日 - 神戸市立池田小学校に改称。

## 通学区域
- 神戸市長田区[1]
  - 池田上町、池田経町、池田塩町、池田新町、池田谷町2丁目、池田寺町、池田広町、大道通1 - 4丁目[2]、上池田1 - 2丁目・3丁目[3]・4丁目・5丁目[4]・6丁目[5]、西山町1丁目[6]、蓮池町、蓮宮通1 - 6丁目、御船通1 - 5丁目、宮川町1 - 2丁目

## 校区内の主な施設
- 神戸市立西代中学校（進学先中学校）
- 神戸常盤女子高等学校
- 兵庫県立長田高等学校
- 兵庫県立青雲高等学校
- 兵庫県立長田商業高等学校
- 西代蓮池公園

## 交通
- 阪神神戸高速線 西代駅より

## 通学区域が隣接している学校
- 神戸市立蓮池小学校
- 神戸市立五位の池小学校
- 神戸市立長田小学校
- 神戸市立宮川小学校
- 神戸市立長田南小学校